# Úžlabí (Habartov)
Úžlabí je malá vesnice, část města Habartov v okrese Sokolov v Karlovarském kraji. Nachází se asi jeden kilometr západně od Habartova. Je zde evidováno 25 adres. V roce 2011 zde trvale žilo 124 obyvatel.
Úžlabí leží v katastrálním území Habartov o výměře 12,7 km².

## Historie
Úžlabí vzniklo k 1. srpnu 2006 jako část města Habartov v okrese Sokolov.

## Obyvatelstvo
| Rok            | 1869 | 1880 | 1890 | 1900 | 1910 | 1921 | 1930 | 1950 | 1961 | 1970 | 1980 | 1991 | 2001 | 2011 | 2021 |
| -------------- | ---- | ---- | ---- | ---- | ---- | ---- | ---- | ---- | ---- | ---- | ---- | ---- | ---- | ---- | ---- |
| Počet obyvatel | 23   | 208  | 205  | 165  | 268  | -    | 219  | -    | -    | 82   | 86   | 53   | 59   | 124  | 65   |
| Počet domů     | 4    | 23   | 26   | 28   | 29   | 33   | 32   | -    | -    | 23   | 24   | 18   | 19   | 24   | 25   |